# Jan-Eric Westberg
Jan-Eric Westberg, född 20 mars 1934 i Uppsala, död 28 september 1994 i Estoniakatastrofen, var en svensk officer i Flygvapnet.

## Biografi
Westberg blev fänrik i Flygvapnet 1957. Han befordrades till löjtnant 1959, till kapten 1965, till major 1971, till överstelöjtnant 1972 och till överste 1983.
Westberg inledde sin militära karriär i Flygvapnet vid Västgöta flygflottilj (F 6) och tjänstgjorde vid Centralavdelningen vid Flygstaben åren 1968–1970. Åren 1970–1972 var han chef för Flygsystemsdetaljen på Centralavdelningen vid Flygstaben. Åren 1972–1975 tjänstgjorde han vid Norrbottens flygflottilj (F 21). Åren 1975–1978 var han detaljchef på Organisationsavdelningen vid Flygstaben. Åren 1979–1980 var han stabschef vid Jämtlands flygflottilj (F 4/Se N3). Åren 1980–1981 var han chef för Organisationsavdelningen vid Flygstaben. Åren 1982–1985 var han försvarsattaché i London. Åren 1985–1992 var han chef för Flygvapnets Uppsalaskolor (F 20). Westberg lämnade Flygvapnet 1992.